# Canton du Châtelard
Le canton du Châtelard est une ancienne division administrative française, située dans le département de la Savoie et la région Rhône-Alpes
Il disparait en 2015 à la suite du redécoupage cantonal de 2014.

## Géographie
Le canton se situe dans l'arrondissement de Chambéry, au cœur du parc naturel régional du massif des Bauges.
On compte sur son territoire une petite station de ski, le Margériaz (commune des Aillons).

## Composition
Le canton du Châtelard regroupait les communes suivantes :
| Nom                     | Code Insee | Intercommunalité  | Superficie (km2) | Population (dernière pop. légale) | Densité (hab./km2) |
| ----------------------- | ---------- | ----------------- | ---------------- | --------------------------------- | ------------------ |
| Aillon-le-Jeune         | 73004      | CA Grand Chambéry | 34,09            | 436 (2014)                        | 13                 |
| Aillon-le-Vieux         | 73005      | CA Grand Chambéry | 21,63            | 175 (2014)                        | 8,1                |
| Arith                   | 73020      | CA Grand Chambéry | 24,27            | 435 (2014)                        | 18                 |
| Bellecombe-en-Bauges    | 73036      | CA Grand Chambéry | 22,89            | 662 (2014)                        | 29                 |
| Le Châtelard            | 73081      | CA Grand Chambéry | 18,00            | 661 (2014)                        | 37                 |
| La Compôte              | 73090      | CA Grand Chambéry | 7,57             | 251 (2014)                        | 33                 |
| Doucy-en-Bauges         | 73101      | CA Grand Chambéry | 12,65            | 97 (2014)                         | 7,7                |
| École                   | 73106      | CA Grand Chambéry | 29,65            | 276 (2014)                        | 9,3                |
| Jarsy                   | 73139      | CA Grand Chambéry | 32,68            | 275 (2014)                        | 8,4                |
| Lescheraines            | 73146      | CA Grand Chambéry | 8,17             | 759 (2014)                        | 93                 |
| La Motte-en-Bauges      | 73178      | CA Grand Chambéry | 9,96             | 475 (2014)                        | 48                 |
| Le Noyer                | 73192      | CA Grand Chambéry | 12,30            | 209 (2014)                        | 17                 |
| Saint-François-de-Sales | 73234      | CA Grand Chambéry | 14,44            | 158 (2014)                        | 11                 |
| Sainte-Reine            | 73277      | CA Grand Chambéry | 14,62            | 150 (2014)                        | 10                 |

## Représentation

### Conseillers généraux de 1861 à 2015
| Période                                  | Période          | Identité                               | Étiquette                  | Qualité |
| ---------------------------------------- | ---------------- | -------------------------------------- | -------------------------- | --- |
| 1861                                     | 1886             | Baron Frédéric d'Alexandry d'Orengiani | Conservateur               | Ancien syndic de la commune de Villardhery Maire de Chambéry (1860-1870) Sénateur (1876-1882) Président du Conseil Général (1873-1874) |
| 1886                                     | 1902 (décès)     | Denis Therme                           | Républicain                | Négociant - Maire du Châtelard, conseiller d'arrondissement                                                                            |
| 1902                                     | 1922             | Charles Dumaz                          | Rad.                       | Propriétaire Maire du Noyer |
| 1922                                     | 1924 (démission) | Henri Poignon                          | Libéral                    | Docteur en médecine au Châtelard |
| 1924                                     | 1940             | Charles Therme                         | Rad.                       | Négociant - Maire du Châtelard |
|                                          |                  |                                        |                            | |
| 1944                                     | 1945             | François Ferroud                       | Droite                     | Maire de La Compôte, ancien conseiller d'arrondissement Nommé conseiller départemental en 1944                                         |
|                                          |                  |                                        |                            | |
| 1945                                     | 1949             | Francisque Moine                       | Rad.                       | Instituteur honoraire à La Motte-en-Bauges                                                                                             |
| 1949                                     | 1960 (décès)     | François Ferroud                       | RI                         | Maire de La Compôte |
| 1960                                     | 1967             | Henri Bouvier (1924-1997)              | MRP                        | Propriétaire au Châtelard |
| 1967                                     | 1979             | Gaston Trépier                         | SE puis CDP puis Centriste | Maire d'Aillon-le-Jeune |
| 1979                                     | 1985             | Edmond Darvey                          | DVG                        | Maire de Lescheraines (1971-1995) |
| 1985                                     | 1989 (décès)     | Guy Poncet                             | RPR                        | |
| 1989                                     | 2004             | André Guerraz                          | DVD                        | Maire d'Aillon-le-Jeune |
| 2004                                     | 2015             | Albert Darvey                          | DVG                        | Ingénieur conseil Conseiller municipal de Lescheraines Elu en 2015 dans le Canton de Saint-Alban-Leysse                                |
| Les données manquantes sont à compléter. |                  |                                        |                            | |

### Conseillers d'arrondissement (de 1861 à 1940)
| Période                                  | Période      | Identité                                  | Étiquette   | Qualité |
| ---------------------------------------- | ------------ | ----------------------------------------- | ----------- | --- |
| 1861                                     |              | Pierre Humbert Antoine Burgos (1808-1871) |             | Notaire |
|                                          |              |                                           |             | |
| 1871                                     |              | Denis Therme                              | Républicain | Propriétaire, maire du Châtelard                                                                            |
|                                          |              |                                           |             | |
| av.1885                                  |              | Jean Ernest Dumaz (1844-1918)             |             | Notaire au Noyer puis à Lescheraines, suppléant du juge de paix                                             |
|                                          |              |                                           |             | |
| 1910                                     | 1913         | M. Balmain                                | Radical     | |
| 1913                                     | 1933 (décès) | Émile Petit-Barat                         | Libéral     | Maire de Lescheraines                                                                                       |
| 1933                                     | 1940         | François Ferroud (1895-1960)              | Droite      | Maire de La Compôte                                                                                         |
| 1940                                     |              |                                           |             | Les conseils d'arrondissement ont été suspendus par la loi du 12 octobre 1940 et n'ont jamais été réactivés |
| Les données manquantes sont à compléter. |              |                                           |             | |

## Démographie
| 1982  | 1990  | 1999  |
| ----- | ----- | ----- |
| 3 254 | 3 452 | 3 828 |